# Eugenia verdoorniae
Eugenia verdoorniae är en myrtenväxtart som beskrevs av A.E.van Wyk. Eugenia verdoorniae ingår i släktet Eugenia och familjen myrtenväxter. IUCN kategoriserar arten globalt som nära hotad. Inga underarter finns listade i Catalogue of Life.